# Grijzevrouwenklooster
Het Grijzevrouwenklooster of Grijzevrouwen is een voormalig cisterciënzer nonnenklooster te Midwolda. Het kloosterterrein kwam in de loop der tijd aan de rand van de zich steeds verder uitbreidende Dollard te liggen.
De stichting van het Grijzevrouwenklooster was het gevolg van de overgang van het benedictijner dubbelklooster in Menterwolde in 1259 naar de orde van de cisterciënzers. Omdat deze orde geen dubbelkloosters (van monniken en nonnen) toestond werd onder supervisie van de abdij van Aduard een vrouwenklooster in Midwolda gebouwd. Na verplaatsing van het mannenklooster van Menterwolde naar Termunten bleef de relatie tussen beide kloosters gehandhaafd. De abt van het Grijzemonnikenklooster te Termunten was teven overste van het Grijzevrouwenklooster.
Het klooster had voorwerken te Midwolda (het Gryse vrouwen Vorwarck bij de huidige hervormde kerk) en te Lalleweer. Ook  de korenmolen van Midwolda stond op het kloosterterrein. Nog in 1555 had het klooster zelf meer dan 300 hectare in gebruik (waarvan 150 in Midwolda), terwijl het samen met het Grijzemonnikenklooster alleen al in het Wold-Oldambt zo'n 900 hectare land verpachtte. Voor de inbraak van de Dollard was dat nog veel meer. De naam Nonnegaatsterpolder bij Nieuwolda herinnert aan een van de inbraakgeulen.
Het Grijzevrouwenklooster werd in 1569 geplunderd door de watergeuzen, waarop de abt van Aduard voorstelde om de nonnen te verplaatsen naar het Klooster Yesse te Haren. Niet alle nonnen gingen daarheen, waarop tussen de vertrekkers en blijvers onenigheid ontstond over de verdeling van de inkomsten, met name die van het voorwerk te Lalleweer. Bij de Reductie van 1594 werd de kloostergoederen in beslag genomen en moesten de overgebleven zes nonnen (waaronder priores Frida Oomkens en proost Nicola Aspherdino) vertrekken.
Het kloosterland werd gereserveerd voor een nieuwe dorpskerk. In 1708 verrees hier de kerktoren, dertig jaar later de nieuwe kerk van Midwolda. Het eigenlijke kloosterterrein was nog in het begin van de negentiende eeuw zichtbaar.
De fundamenten van het klooster werden in 1895 gedeeltelijk afgegraven, waarna meer dan 300 wagenvrachten puin werden gewonnen, die gebruikt werden voor de wegverharding. De restanten van het klooster werden in 1944 onderzocht door de bekende archeoloog Albert van Giffen. Het kloosterterrein liggen nu in een akkerbouwperceel; de fundamenten zijn door diepploegen ernstig beschadigd.

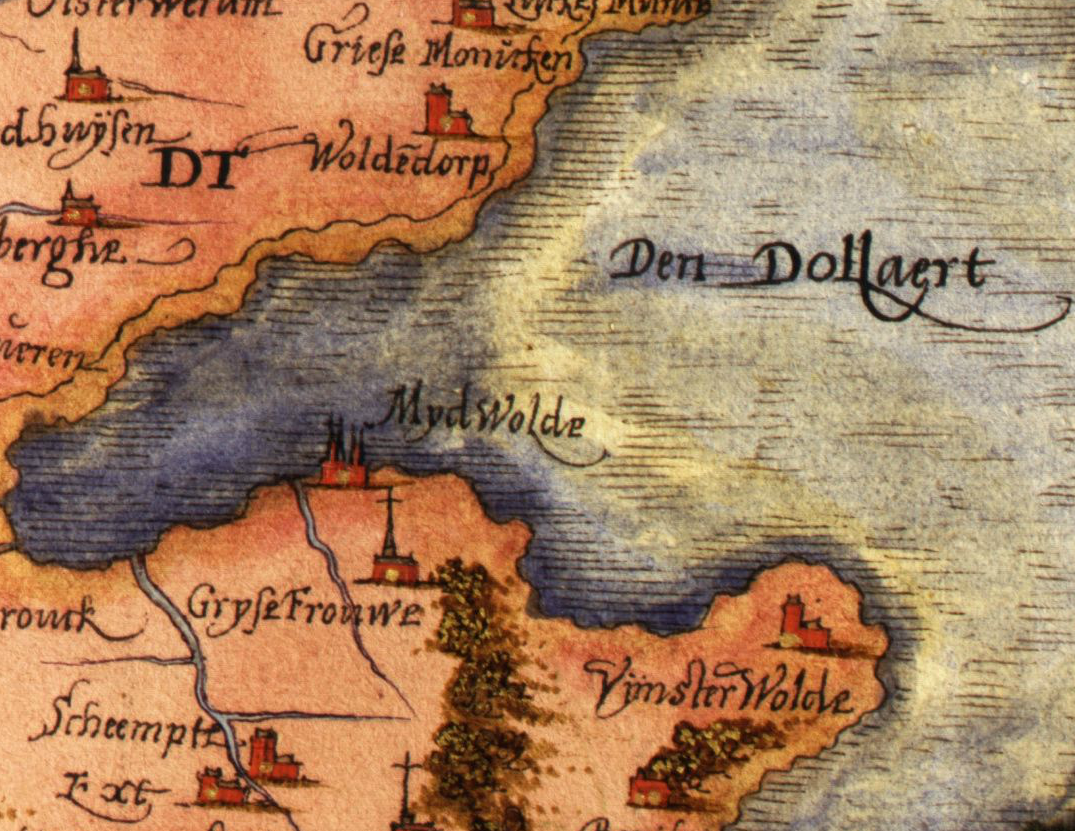
Grijzevrouwenklooster ten zuidoosten van de Viertorenkerk van Midwolda op de kaart van Sgroten uit ca. 1573. In het noorden is ook het grijzemonnikenklooster zichtbaar.